# Ennis Esmer
Ennis Esmer (Ankara, 29 december 1978) is een in Turkije geboren Canadees acteur, filmproducent, scenarioschrijver en komiek.

## Biografie
Esmer werd geboren in Ankara en emigreerde op driejarige leeftijd met zijn familie naar Toronto in Canada. Hij doorliep de highschool aan de Earl Haig Secondary School in Toronto waar hij afstudeerde in schone kunsten. Hierna studeerde hij af in theaterwetenschap en acteren aan de York University. 
Esmer begon in 2003 met acteren in de televisieserie Queer as Folk, waarna hij nog meerdere rollen speelde in televisieseries en films. Van 2006 tot en met 2008 speelde hij in 26 afleveringen de rol van Zoltan in de televisieserie Billable Hours. Voor de rol werd hij in 2008 samen met de cast genomineerd voor een Gemini Award in de categorie Beste Optreden door een Cast in een Komische Televisieserie. 

## Filmografie

### Films
Uitgezonderd korte films.
- 2023 The Amityville Curse - als Eerwaarde Marion
- 2023 I Used to Be Funny - als Noah
- 2018 Nose to Tail - als Mark
- 2018 Clara - als dr. Charlie Durant
- 2018 The Go-Getters - als de taxichauffeur
- 2016 Miss Sloane - als Brian
- 2016 Brace for Impact - als Moe
- 2015 How to Plan an Orgy in a Small Town - als Adam Mitchell
- 2014 Big News from Grand Rock - als Leonard Crane
- 2014 Dirty Singles - als Sean
- 2013 The F Word - als ambulancebroeder
- 2013 Sex After Kids - als Ben
- 2009 Unstable - als Eric Kellogg
- 2008 For the Love of Grace - als Frank Lockwood
- 2008 The Rocker - als Barney
- 2007 Snowglobe - als Jamie
- 2007 Your Beautiful Cul de Sac Home - als Phil Goodfellow
- 2007 Young People Fucking - als Gord
- 2004 All You Got - als Paul
- 2004 Decoys - als Gibby
- 2004 Welcome to Mooseport - als bezoeker vliegveld
- 2003 Cream of Comedy - als genomineerde
- 2003 The Cheetah Girls - als komiek
- 2003 How to Deal - als Ronnie

### Televisieseries
Uitgezonderd eenmalige gastrollen.
- 2024 Sight Unseen - als Kye - 8 afl.
- 2022-2023 Children Ruin Everything - als Ennis - 24 afl.
- 2021-2022 The Flash - als Bashir Malik / psych - 6 afl.
- 2016-2021 Private Eyes - als Kurtis Mazhari - 29 afl.
- 2015-2020 Blindspot - als Rich Dotcom - 47 afl.
- 2016-2020 You Me Her - als Dave Amari - 35 afl.
- 2019 Schitt's Creek - als Emir Kaplan - 3 afl.
- 2018 Little Big Awesome - als diverse stemmen - 10 afl.
- 2014-2017 Red Oaks - als Nash - 25 afl.
- 2015-2017 Dark Matter - als Wexler - 5 afl.
- 2015 Man Seeking Woman - als Leo - 5 afl.
- 2009-2014 The Listener - als Oz Bey - 64 afl.
- 2012 The L.A. Complex - als Eddie Demir - 16 afl.
- 2010-2011 Covert Affairs - als fotograaf - 4 afl.
- 2006-2008 Billable Hours - als Zoltan - 26 afl.
- 2006 The Path to 9/11 - als Mohammed Salameh - 2 afl.

### Filmproducent
- 2024 Roast Battle Canada - televisieserie - 7 afl.
- 2015 How to Plan an Orgy in a Small Town - film
- 2014 Big News from Grand Rock - film

### Scenarioschrijver
- 2003 Cream of Comedy - film
- 2003 The Toronto Show - televisieserie - 2 afl.

- International Standard Name Identifier: 0000 0000 4656 8524
- Library of Congress Control Number: no2008158226
- Virtual International Authority File: 44124100
- WorldCat: E39PBJxRyRyHhVPXRt4jY4gqcP